# Циссус
Циссус (лат. Cissus) — род растений семейства Виноградовые (Vitaceae). Родина — тропики и субтропики Африки, Азии, Австралии и Южной Америки.
Некоторые виды культивируются как домашние декоративно-лиственные растения.

## Биологическое описание
Представители рода серьёзно отличаются друг от друга по внешнему виду, но большей частью это вьющиеся растения из влажных тропических лесов. Есть несколько видов, обитающих в более сухих местах, — у них имеется толстый стебель и крупные клубни.
Цветки мелкие, жёлтой или зелёной окраски, собраны в небольшие соцветия в основании листьев. Плоды мелкие, мясистые, похожие на небольшие виноградины.

## Виды
По информации базы данных The Plant List (2013), род включает 324 вида. Некоторые из них:
- Cissus alata Jacq. [syn.  Cissus rhombifolia Vahl — Циссус ромболистный][1]
- Cissus antarctica Vent. — Циссус антарктический[1]
- Cissus quadrangularis L.
- Cissus vitiginea L. typus[3]

## Культивирование
В комнатных условиях выращивают два вида — Циссус антарктический (Cissus antarctica), иногда называемый комнатным виноградом, и Cissus alata [syn. Cissus rhombifolia]. Все виды циссусов можно выращивать как ампельные растения или пускать по специальным опорам.